# ديفيانت ريسلينج
ديفيانت ريسلينج والتي تعني بالعربية المصارعة الجريئة هو اتحاد مصارعة محترفين انجليزي مستقل معروف سابقًا باسم وات كالتشر برو ريسلنج (تحت اسم تجاري WCPW)، تأسست عام 2016 من قبل أعضاء قناة WhatCulture Wrestling ، فرع يوتيوب لموقع WhatCulture.com نتيجة لشعبية القناة المتزايدة.
كما هو الحال في العروض الترويجية للمصارعة المحترفة الأخرى، فإن عروض WCPW ليست مسابقات مشروعة، ولكنها قائمة على الترفيه، وتتضمن المباريات التي تستند إلى القصص، والكتابات على الرغم من أنها تتضمن غالبًا حركات يمكن أن تعرض فني الأداء لخطر الإصابة إذا لم يتم تنفيذها بشكل صحيح.
يتم تحميل عروض ديفيانت المباشرة المتاحة على قناة الاتحاد علي منصة يوتيوب ركزت الأحداث في البداية حول الخلاف بين فريق باتشيتي كلوب Pacitti Club وفريق بي اكس BX أثناء قتالهما علي بطولة WCPW العالم للوزن الثقيل وكذلك الهيمنة على الاتحاد والقناة؛ حيث سيختار كل من بلامبيد عضو فريق بي اكس وجاك كينج عضو فريق باتشتي كلوب السيناريوهات والمصارعين الذين سيصارعون في الاتحاد وعمل آدم باسيتي بدور المدير العام ورئيس الاتحاد
تم الكشف عن WCPW للجمهور عبر فيديو يوتيوب في 25 مايو 2016. على الرغم من أنها في مهدها، جذبت WCPW اهتمامًا واسعًا بكفاءتها المهنية وجودة قصصها وقوائمها، والتي تضم كلاً من مواهب المحلية المعروفة من جميع أنحاء العالم. (امثال كودي رودز واي سي ثري ودرو جالاوي وكيرت انجل والبرتو ايل باترون وغيرهم الكثير

في 19 يوليو 2016 تم إعلان أن عروض المصارعة الأسبوعية لـ WCPW تحمل اسم "Loaded ".

لوجو الاتحاد القديم منذ 2016 حتي 30 سبتمبر 2017

اتبع رحيل آدم بلامبيد، آدم باتشتي وجاك كينج وروب روس غادرو الاتحاد لكن إدارة الاتحاد، أعلنت ان ستو بينيت سيكون المدير العام الجديد، وتمت إعادة تسمية الاتحاد
باسم ديفيانت ريسلينج Defiant Wrestling.

## تاريخ الاتحاد

### حقبة وات كالتشر برو ريسلينج (منذ 2016 حتي 2017)
في 26 مايو 2016، أعلن عضو قناة WhatCulture آدم باتشيتي عن إنشاء اتحاد مصارعة. أوجد باتشيتي الاتحاد لحل العداء بين بي جي اكس B-Generation X وباتشتي كلوب Pacitti Club وأعدائه آخر عضو في مصارعة WhatCulture آدم بلامبيد، في الدائرة المربعة. أصبح باتشيتي المدير العام للترقية، وعهد إلى بلامبيد وجاك كينج بمهمة العثور على النجوم لتمثيل فريقهم.
أعلنت WCPW عن أول عرضين للمصارعة في 15 و 16 يونيو 2016، وشمل نجومًا مثل جاي ليثال ونعوم دار ورامبيج براون. بالإضافة إلى ذلك، أعلن أن ليثال سيدافع أيضًا عن بطولة ROH العالم للوزن الثقيل في العرض. تم تسجيل كلا العرضين ضمن فعليات Warehouse 34 في نيوكاسل، مما جذب جمهور يقدر بـ 100 معجب.
في 19 يوليو، 2016، تم إعلان أقامة عروض الأسبوعية للـWCPW . في الحلقة الأولى من Loaded ، أعلنت WCPW إنشاء لقبها الأول؛ بطولة WCPW للوزن الثقيل، مع تتويج البطل الافتتاحي خلال العرض الشهري الأولى بقانون الدفع مقابل المشاهدة WCPW Built to Destroy. يوم 25 يوليو 2016 . وخلال ذلك الوقت، انضم إريك بيشوف للاتحاد كمدير عام مؤقت.
```
في 3 سبتمبر 2016 أعلنت WCPW عن إنشاء بطولة للسيدات. بطولة WCPW للنساء
```

في 4 سبتمبر 2016 في رفض كبير أعلن المدير العام آدم باسيتي إنشاء بطولة WCPW الإنترنت. من اقترح هذه الفكرة إريك بيشوف، الذي توصل أيضًا إلى فكرة بطولة أخرى. بعد ذلك، تم الإعلان عن امكانية مشاهدة جميع المباريات المتنافس عليها في بطولة WCPW الإنترنت مجانًا لمشاهدة قناة WCPW على YouTube.
```
في 29 سبتمبر 2016، أعلنت WCPW عن إنشاء خدمة بث الفيديو على أساس الاشتراك والتي تسمى WhatCulture Extra ، والتي ستشمل 24 ساعة من التحميل الكامل.
```

في 22 أكتوبر 2016 أعلن المدير العام آدم باسيتي إنشاء اللقب الرابع النشط؛ بطولة WCPW للفرق، مع تتويج الأبطال الافتتاحيين في نهائيات بطولة لقب بطولة آدم باسيتي في عرض WCPW Delete WCPW بعد ان فاز فريق جوني موس وليام سلاتر علي ذا كوفي براذرز (جو كوفي ومارك كوفي) في نهاية الدوري
في 19 يناير 2017 أعلنت WCPW عن إنشاء كأس العالم للمصارعة. تضمنت البطولة 64 مصارعًا من مختلف دول العالم.
```
في 2 فبراير 2017، أعلنت WCPW أنه خلال عطلة نهاية الأسبوع 
ريسلمنيا
 في عام 2017 أنها ستسافر إلى الولايات المتحدة للقيام بعرض الدفع مقابل المشاهدة تحت اسم WCPW State Of Emergency في 13 أبريل،
```

```
تم الإعلان عن مشاركة WCPW في التصفيات الألمانية لبطولة كأس العالم للمصارعة مع الاتحاد الألماني للمصارعة. 
```

في 24 أبريل 2017، تم الإعلان عن شراكة عمل مع اتحاد ريفيلوشن برو ريسلينج RPW ونيو جابان برو ريسلينج NJPW ، حيث شاركت WCPW و NJPW في تقديم التصفيات اليابانية لبطولة كأس العالم للمصارعة. في 22 مايو، تم إجبار WCPW على إلغاء عروض Loaded بسبب سياسة Youtube التي تعتبر المصارعة عنيفة.
قام WCPW بعد ذلك بإنشاء الدفع لكل عرض باسم Fight Back وقدم التماسًا لإعادة التحميل عروض Loaded
. خلال Fight Back ، أعلنت WCPW عن إنشاء لقب نشط؛ بطولة WCPW للهاردكور سيتم تتويج البطل الأول في Build to Destroy 2017 في 16 يونيو 2017 .
```
في 25 يوليو 2017 تم إعلان عودة البرنامج الأسبوعي Loaded ، بعد نجاح التماسه. 
```

في 19 سبتمبر 2017، أعلنت WCPW عن مغادرة العديد من المواهب الكبري امثال (ادم بلاميد، ادام باك)

### حقبة ديفيانت (منذ 2017 حتي الآن)
في 30 سبتمبر 2017 تم الإعلان عن إعادة تسمية العلامة التجارية من دبليو سي بي دبليو الي ديفيانت ريسلينج وتم إعادة تسمية الالقاب كذلك حيث تم إنتاج القاب جديدة
بعد ثلاث سنوات من العمل أعلن الاتحاد رسمياً عبر حسابه علي موقع تويتر عن اغلاق الاتحاد حيث صدم هذا الخبر الكثير من عشاق الاتحاد 

## مواقع التواصل
- الموقع الرسمي نسخة محفوظة 13 أكتوبر 2017 على موقع واي باك مشين.
- حساب تويتر
- حساب الانستغرام